# Never Had a Dream Come True
Never Had a Dream Come True è un singolo del gruppo musicale britannico S Club 7, pubblicato nel 2000 ed estratto dall'album 7.

## Tracce
- CD Children in Need

1. Never Had a Dream Come True
2. Perfect Christmas
3. Reach (Almighty mix)
4. Never Had a Dream Come True (CD-ROM video)

- CD Standard

1. Never Had a Dream Come True
2. Spiritual Love
3. Stand by You
4. Never Had a Dream Come True (CD-Rom video - Alternate version)